# V Rising
V Rising est un jeu vidéo de survie développé et édité par Stunlock Studios, sorti le 8 mai 2024 sur Microsoft Windows et le 11 juin 2024 sur PlayStation 5.

## Système de jeu
V Rising est un jeu de survie et de construction où le joueur incarne un vampire. Le jeu est pensé pour être joué soit en joueur contre l'environnement, soit en joueur contre joueur. Les serveurs peuvent accueillir jusqu'à 60 joueurs dans un monde persistant.
En joueur contre environnement, le but est d’agrandir son château et vaincre divers boss sur la carte pour récupérer leur pouvoirs jusqu'à vaincre Dracula. Ce mode est jouable seul ou en coopération. En joueur contre joueur, le but est de détruire les châteaux des autres joueurs, qui peuvent s'allier en clan pour contrôler la carte.

## Développement
V Rising sort en accès anticipé sur Microsoft Windows le 17 mai 2022. Il sort finalement le 8 mai 2024 sur Microsoft Windows et le 11 juin 2024 sur PlayStation 5.

## Accueil

### Ventes
V Rising rencontre un important succès commercial dès sa sortie en accès anticipé : 500 000 copies sont vendus pendant les trois premiers jours suivant sa sortie, et 1,5 million durant les deux premières semaines.